# Rally de Finlandia de 2021

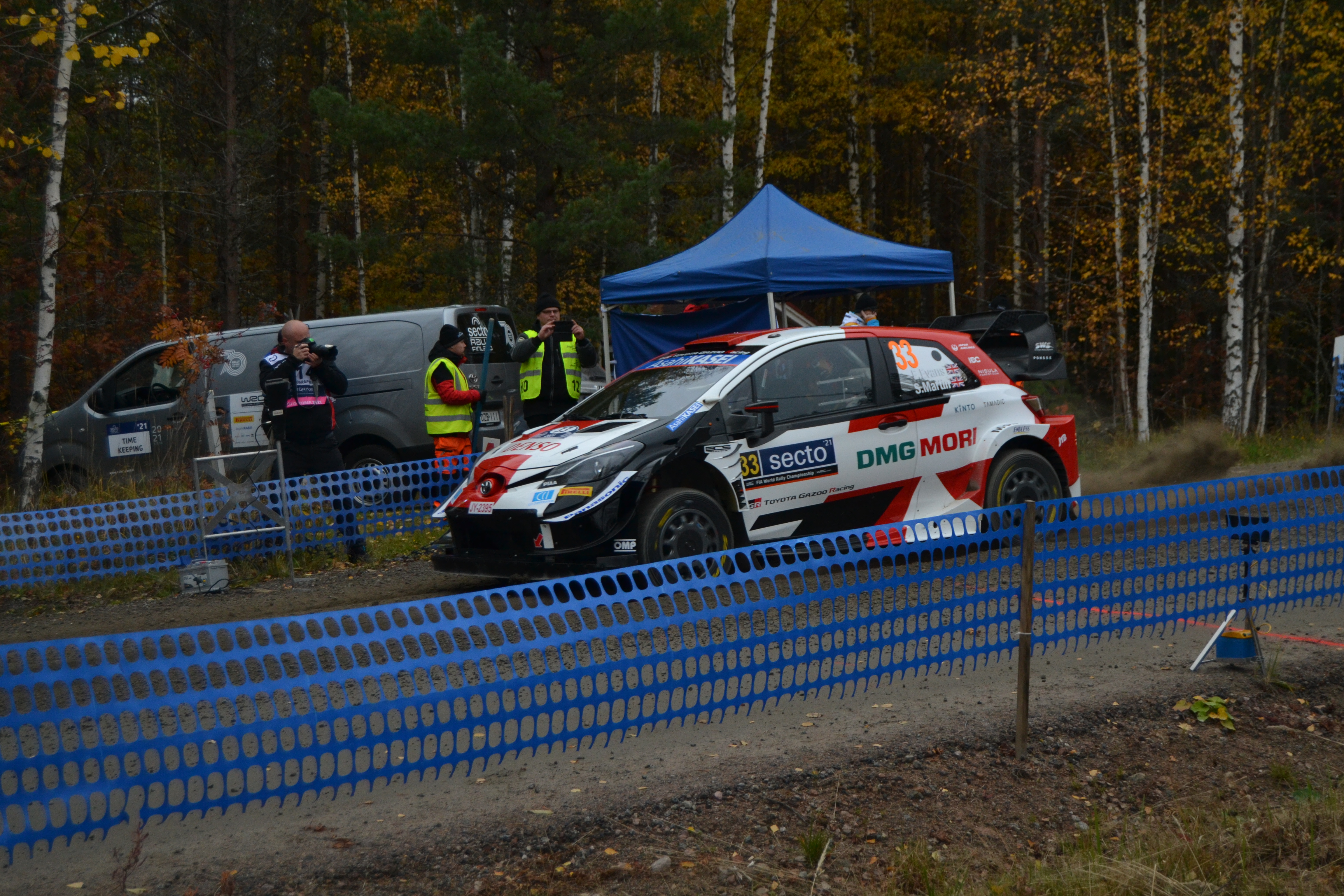
Elfyn Evans al inicio de la etapa especial de pruebas de Vesala del Rally de Finlandia 2021.

El Rally de Finlandia de 2021, oficialmente 70th Secto Rally Finland, fue la septuagésima edición y la décima ronda de la temporada 2021 del Campeonato Mundial de Rally. Se celebró del 1 al 3 de octubre y contó con un itinerario de diecinueve tramos sobre tierra que sumaban un total de 287,11 km cronometrados. Fue también la décima ronda de los campeonatos WRC 2 y WRC 3.

## Lista de inscritos
| Num.                     | Piloto              | Copiloto                 | Automóvil              | Equipo                  | Neumático |
| ------------------------ | ------------------- | ------------------------ | ---------------------- | ----------------------- | --------- |
| 1                        | Sébastien Ogier     | Julien Ingrassia         | Toyota Yaris WRC       | Toyota Gazoo Racing WRT | P         |
| 4                        | Esapekka Lappi      | Janne Ferm               | Toyota Yaris WRC       | RTE-Motorsport          | P         |
| 8                        | Ott Tänak           | Martin Järveoja          | Hyundai i20 Coupe WRC  | Hyundai Shell Mobis WRT | P         |
| 11                       | Thierry Neuville    | Martijn Wydaeghe         | Hyundai i20 Coupe WRC  | Hyundai Shell Mobis WRT | P         |
| 16                       | Adrien Fourmaux     | Alexandre Coria          | Ford Fiesta WRC        | M-Sport Ford WRT        | P         |
| 18                       | Takamoto Katsuta    | Aaron Johnston           | Toyota Yaris WRC       | Toyota Gazoo Racing WRT | P         |
| 33                       | Elfyn Evans         | Scott Martin             | Toyota Yaris WRC       | Toyota Gazoo Racing WRT | P         |
| 42                       | Craig Breen         | Paul Nagle               | Hyundai i20 Coupe WRC  | Hyundai Shell Mobis WRT | P         |
| 44                       | Gus Greensmith      | Chris Patterson          | Ford Fiesta WRC        | M-Sport Ford WRT        | P         |
| 69                       | Kalle Rovanperä     | Jonne Halttunen          | Toyota Yaris WRC       | Toyota Gazoo Racing WRT | P         |
| 20                       | Mads Østberg        | Torstein Eriksen         | Citroën C3 Rally2      | TRT World Rally Team    | P         |
| 21                       | Jari Huttunen       | Mikko Lukka              | Hyundai i20 N Rally2   | Hyundai Motorsport N    | P         |
| 22                       | Nikolay Gryazin     | Konstantin Aleksandrov   | Volkswagen Polo GTI R5 | Movisport SRL           | P         |
| 23                       | Teemu Suninen       | Mikko Markkula           | Volkswagen Polo GTI R5 | Movisport SRL           | P         |
| 24                       | Martin Prokop       | Michal Ernst             | Ford Fiesta Rally2     | M-Sport Ford WRT        | P         |
| 25                       | Tom Kristensson     | David Arhusiander        | Ford Fiesta Rally2     | M-Sport Ford WRT        | P         |
| 26                       | Georg Linnamäe      | James Morgan             | Volkswagen Polo GTI R5 | ALM Motorsport          | P         |
| 27                       | Oliver Solberg      | Craig Drew               | Hyundai i20 N Rally2   | Hyundai Motorsport N    | P         |
| 28                       | Pepe López          | Borja Odriozola          | Škoda Fabia Rally2 Evo | Pepe López              | P         |
| 29                       | Egon Kaur           | Silver Simm              | Volkswagen Polo GTI R5 | Egon Kaur               | P         |
| 30                       | Mikko Heikkilä      | Topi Luhtinen            | Škoda Fabia Rally2 Evo | Mikko Heikkilä          | P         |
| 31                       | Teemu Asunmaa       | Marko Salminen           | Škoda Fabia Rally2 Evo | Teemu Asunmaa           | P         |
| 32                       | Emil Lindholm       | Reeta Hämäläinen         | Škoda Fabia Rally2 Evo | Emil Lindholm           | P         |
| 34                       | Eerik Pietarinen    | Antti Linnaketo          | Volkswagen Polo GTI R5 | Eerik Pietarinen        | P         |
| 35                       | Raul Jeets          | Andrus Toom              | Škoda Fabia Rally2 Evo | Raul Jeets              | P         |
| 36                       | Miguel Díaz-Aboitiz | Diego Sanjuan de Eusebio | Škoda Fabia Rally2 Evo | Miguel Díaz-Aboitiz     | P         |
| 37                       | Riku Tahko          | Markus Soininen          | Hyundai i20 R5         | Riku Tahko              | P         |
| 38                       | Juuso Metsälä       | Matti Kangas             | Škoda Fabia R5         | Juuso Metsälä           | P         |
| 39                       | Lauri Joona         | Mikael Korhonen          | Škoda Fabia R5         | Lauri Joona             | P         |
| 40                       | Martin Vlček        | Karolína Jugasová        | Hyundai i20 N Rally2   | Martin Vlček            | P         |
| 41                       | Jari Huuhka         | Jarno Metso              | Škoda Fabia R5         | Jari Huuhka             | P         |
| 43                       | Paulo Nobre         | Gabriel Morales          | Škoda Fabia R5         | Paulo Nobre             | P         |
| Fuente: ewrc-results.com |                     |                          |                        |                         |           |

## Itinerario
| Día                      | Tramo | Nombre                    | Distancia | Ganador de la etapa   | Automóvil                              | Tiempo  | Líder de la general |
| ------------------------ | ----- | ------------------------- | --------- | --------------------- | -------------------------------------- | ------- | ------------------- |
| Día 1 (1 de octubre)     | -     | Vesala (Shakedown)        | 4.04 km   | Ott Tänak             | Hyundai i20 Coupe WRC                  | 1:46.5  | -                   |
| Día 1 (1 de octubre)     | SS1   | Harju 1                   | 2.31 km   | Takamoto Katsuta      | Toyota Yaris WRC                       | 1:49.7  | Takamoto Katsuta    |
| Día 1 (1 de octubre)     | SS2   | Ässämäki 1                | 12.31 km  | Craig Breen           | Hyundai i20 Coupe WRC                  | 5:44.8  | Ott Tänak           |
| Día 1 (1 de octubre)     | SS3   | Sahloinen - Moksi 1       | 21.37 km  | Ott Tänak             | Hyundai i20 Coupe WRC                  | 10:14.5 | Ott Tänak           |
| Día 1 (1 de octubre)     | SS4   | Ässämäki 2                | 12.31 km  | Ott Tänak             | Hyundai i20 Coupe WRC                  | 5:35.9  | Ott Tänak           |
| Día 1 (1 de octubre)     | SS5   | Sahloinen - Moksi 2       | 21.37 km  | Craig Breen           | Hyundai i20 Coupe WRC                  | 9:56.7  | Ott Tänak           |
| Día 1 (1 de octubre)     | SS6   | Oittila                   | 19.75 km  | Elfyn Evans           | Toyota Yaris WRC                       | 10:21.5 | Craig Breen         |
| Día 2 (2 de octubre)     | SS7   | Kakaristo - Hassi 1       | 18.17 km  | Elfyn Evans           | Toyota Yaris WRC                       | 8:34.5  | Craig Breen         |
| Día 2 (2 de octubre)     | SS8   | Päijälä 1                 | 22.61 km  | Elfyn Evans           | Toyota Yaris WRC                       | 10:28.9 | Elfyn Evans         |
| Día 2 (2 de octubre)     | SS9   | Arvaja 1                  | 13.49 km  | Elfyn Evans           | Toyota Yaris WRC                       | 6:55.0  | Elfyn Evans         |
| Día 2 (2 de octubre)     | SS10  | Patajoki 1                | 20.55 km  | Elfyn Evans           | Toyota Yaris WRC                       | 10:19.8 | Elfyn Evans         |
| Día 2 (2 de octubre)     | SS11  | Kakaristo - Hassi 2       | 18.17 km  | Ott Tänak             | Hyundai i20 Coupe WRC                  | 8:23.5  | Elfyn Evans         |
| Día 2 (2 de octubre)     | SS12  | Päijälä 2                 | 22.61 km  | Ott Tänak             | Hyundai i20 Coupe WRC                  | 10:18.5 | Elfyn Evans         |
| Día 2 (2 de octubre)     | SS13  | Arvaja 2                  | 13.49 km  | Ott Tänak             | Hyundai i20 Coupe WRC                  | 6:49.5  | Elfyn Evans         |
| Día 2 (2 de octubre)     | SS14  | Patajoki 2                | 20.55 km  | Elfyn Evans           | Toyota Yaris WRC                       | 10:09.2 | Elfyn Evans         |
| Día 2 (2 de octubre)     | SS15  | Harju 2                   | 2.31 km   | Ott Tänak Elfyn Evans | Hyundai i20 Coupe WRC Toyota Yaris WRC | 1:48.4  | Elfyn Evans         |
| Día 3 (3 de octubre)     | SS16  | Laukaa 1                  | 11.75 km  | Ott Tänak             | Hyundai i20 Coupe WRC                  | 5:24.2  | Elfyn Evans         |
| Día 3 (3 de octubre)     | SS17  | Ruuhimäki 1               | 11.12 km  | Elfyn Evans           | Toyota Yaris WRC                       | 5:25.5  | Elfyn Evans         |
| Día 3 (3 de octubre)     | SS18  | Laukaa 2                  | 11.75 km  | Elfyn Evans           | Toyota Yaris WRC                       | 5:18.0  | Elfyn Evans         |
| Día 3 (3 de octubre)     | SS19  | Ruuhimäki 2 (Power Stage) | 11.12 km  | Elfyn Evans           | Toyota Yaris WRC                       | 5:18.9  | Elfyn Evans         |
| Fuente: ewrc-results.com |       |                           |           |                       |                                        |         |                     |

### Power stage
El power stage fue una etapa de 11.12 km al final del rally. Se otorgaron puntos adicionales del Campeonato Mundial a los cinco más rápidos.
| Pos. | Piloto           | Copiloto        | Coche                 | Equipo                  | Tiempo | Puntos |
| ---- | ---------------- | --------------- | --------------------- | ----------------------- | ------ | ------ |
| 1    | Elfyn Evans      | Scott Martin    | Toyota Yaris WRC      | Toyota Gazoo Racing WRT | 5:18.9 | 5      |
| 2    | Ott Tänak        | Martin Järveoja | Hyundai i20 Coupe WRC | Hyundai Shell Mobis WRT | +1.7   | 4      |
| 3    | Esapekka Lappi   | Janne Ferm      | Toyota Yaris WRC      | RTE-Motorsport          | +2.9   | 3      |
| 4    | Takamoto Katsuta | Aaron Johnston  | Toyota Yaris WRC      | Toyota Gazoo Racing WRT | +5.7   | 2      |
| 5    | Craig Breen      | Paul Nagle      | Hyundai i20 Coupe WRC | Hyundai Shell Mobis WRT | +6.7   | 1      |

## Clasificación final
| World Rally Championship   | World Rally Championship | World Rally Championship | World Rally Championship | World Rally Championship | World Rally Championship | World Rally Championship | World Rally Championship |
| Pos.                       | Piloto                   | Copiloto                 | Automóvil                | Equipo                   | Neumático                | Tiempo                   | Puntos                   |
| -------------------------- | ------------------------ | ------------------------ | ------------------------ | ------------------------ | ------------------------ | ------------------------ | ------------------------ |
| 1                          | Elfyn Evans              | Scott Martin             | Toyota Yaris WRC         | Toyota Gazoo Racing WRT  | P                        | 2:19:13.7                | 25                       |
| 2                          | Ott Tänak                | Martin Järveoja          | Hyundai i20 Coupe WRC    | Hyundai Shell Mobis WRT  | P                        | +14.1                    | 18                       |
| 3                          | Craig Breen              | Paul Nagle               | Hyundai i20 Coupe WRC    | Hyundai Shell Mobis WRT  | P                        | +42.2                    | 15                       |
| 4                          | Esapekka Lappi           | Janne Ferm               | Toyota Yaris WRC         | RTE-Motorsport           | P                        | +58.8                    | 12                       |
| 5                          | Sébastien Ogier          | Julien Ingrassia         | Toyota Yaris WRC         | Toyota Gazoo Racing WRT  | P                        | +2:54.4                  | 10                       |
| 6                          | Gus Greensmith           | Chris Patterson          | Ford Fiesta WRC          | M-Sport Ford WRT         | P                        | +5:02.3                  | 8                        |
| 7                          | Adrien Fourmaux          | Alexandre Coria          | Ford Fiesta WRC          | M-Sport Ford WRT         | P                        | +6:22.9                  | 6                        |
| 8                          | Teemu Suninen            | Mikko Markkula           | Volkswagen Polo GTI R5   | Movisport SRL            | P                        | +9:52.1                  | 4                        |
| 9                          | Mads Østberg             | Torstein Eriksen         | Citroën C3 Rally2        | TRT World Rally Team     | P                        | +10:07.8                 | 2                        |
| 10                         | Emil Lindholm            | Reeta Hämäläinen         | Škoda Fabia Rally2 Evo   | Emil Lindholm            | P                        | +10:52.8                 | 1                        |
| World Rally Championship 2 |                          |                          |                          |                          |                          |                          |                          |
| 1 (8.)                     | Teemu Suninen            | Mikko Markkula           | Volkswagen Polo GTI R5   | Movisport SRL            | P                        | 2:29:05.8                | 25                       |
| 2 (9.)                     | Mads Østberg             | Torstein Eriksen         | Citroën C3 Rally2        | TRT World Rally Team     | P                        | +15.7                    | 18                       |
| 3 (11.)                    | Jari Huttunen            | Mikko Lukka              | Hyundai i20 N Rally2     | Hyundai Motorsport N     | P                        | +1:51.9                  | 15                       |
| 4 (16.)                    | Martin Prokop            | Michal Ernst             | Ford Fiesta Rally2       | M-Sport Ford WRT         | P                        | +10:14.1                 | 12                       |
| 5 (17.)                    | Georg Linnamäe           | James Morgan             | Volkswagen Polo GTI R5   | ALM Motorsport           | P                        | +10:19.2                 | 10                       |
| World Rally Championship 3 |                          |                          |                          |                          |                          |                          |                          |
| 1 (10.)                    | Emil Lindholm            | Reeta Hämäläinen         | Škoda Fabia Rally2 Evo   | Emil Lindholm            | P                        | 2:30:06.5                | 25                       |
| 2 (12.)                    | Mikko Heikkilä           | Topi Luhtinen            | Škoda Fabia Rally2 Evo   | Mikko Heikkilä           | P                        | +1:01.3                  | 18                       |
| 3 (13.)                    | Lauri Joona              | Mikael Korhonen          | Škoda Fabia R5           | Lauri Joona              | P                        | +4:56.5                  | 15                       |
| 4 (14.)                    | Pepe López               | Borja Odriozola          | Škoda Fabia Rally2 Evo   | Pepe López               | P                        | +5:40.6                  | 12                       |
| 5 (15.)                    | Riku Tahko               | Markus Soininen          | Hyundai i20 R5           | Riku Tahko               | P                        | +7:40.9                  | 10                       |
| Fuente: ewrc-results.com   |                          |                          |                          |                          |                          |                          |                          |

## Clasificaciones tras el rally
| Posición | Piloto           | Puntos | Cambios de posición |
| -------- | ---------------- | ------ | ------------------- |
| 1        | Sébastien Ogier  | 190    | Sin cambios         |
| 2        | Elfyn Evans      | 166    | Sin cambios         |
| 3        | Thierry Neuville | 130    | Sin cambios         |
| 4        | Kalle Rovanperä  | 129    | Sin cambios         |
| 5        | Ott Tänak        | 128    | Sin cambios         |

| Posición | Equipo                  | Puntos | Cambios de posición |
| -------- | ----------------------- | ------ | ------------------- |
| 1        | Toyota Gazoo Racing WRT | 441    | Sin cambios         |
| 2        | Hyundai Shell Mobis WRT | 380    | Sin cambios         |
| 3        | M-Sport Ford WRT        | 172    | Sin cambios         |
| 4        | Hyundai 2C Competition  | 44     | Sin cambios         |